# Waltersdorf (Schönefeld)
Waltersdorf è una frazione (Ortsteil) del comune tedesco di Schönefeld.

## Storia
Il centro abitato di Waltersdorf fu fondato intorno al 1200, e costituiva un piccolo centro rurale.
Il 1º settembre 1998 al comune di Waltersdorf venne aggregato il comune di Rotberg; il 26 ottobre 2003 il comune di Waltersdorf fu aggregato al comune di Schönefeld.

## Geografia antropica
Alla frazione di Waltersdorf appartiene le località di Rotberg, Tollkrug, Siedlung Waltersdorf, Vorwerk e Siedlung Hubertus.